# Святослав Всеволодович (князь владимирский)
Святосла́в Все́володович (27 марта 1196 — 3 февраля 1252) — великий князь владимирский (1246—1248), сын Всеволода Большое Гнездо, в крещении Гавриил. За время своей жизни князь Святослав княжил в Новгороде, Переяславле-Южном, Суздале, Владимире, Юрьеве-Польском. Память 3 (16 н.ст.) февраля и в Соборе Владимирских святых.

## Биография
В январе 1200 года он был назначен на княжение в Новгороде, а затем был сменён старшим братом, Константином в 1205 году и снова вернулся в Новгород 9 февраля 1208 года. Однако, уже следующей зимой Святослав был захвачен пригласившими на княжение Мстислава Удатного новгородцами и освобождён после похода владимирских войск во главе со старшими Всеволодовичами на Торжок.
В 1212 году по смерти отца Святослав получил в удел город Юрьев-Польский. В начавшейся борьбе за великое княжение между старшими братьями сначала уехал в Ростов к Константину, но затем перешёл на сторону Юрия и участвовал в Липицкой битве.
В 1220 году Святослав во главе владимирского войска был послан старшим братом Юрием против волжских болгар. Экспедиция была речной и закончилась победой русских войск у Ошеля.
В 1222 году Святослав во главе владимирского войска был послан Юрием на помощь новгородцам и их князю Всеволоду, сыну Юрия. 12-тысячное русское войско в союзе с литовцами вторглось на территорию ордена и разорило окрестности Вендена.

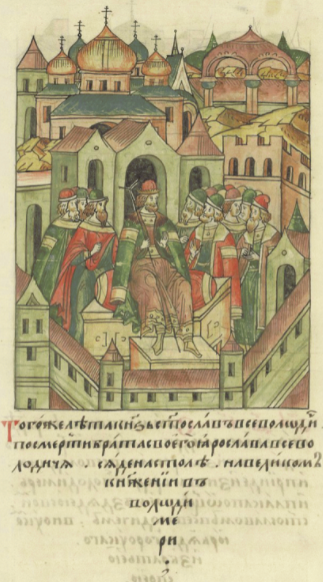
Святослав Всеволодович садится на Владимирский престол

В 1226 году Святослав вместе с младшим братом Иваном во главе владимирского войска был послан Юрием против мордвы и одержал победу.
В 1229 году Святослав был отправлен Юрием в Переяславль-Южный, затем вернулся на север. В 1230—1234 годах в Юрьеве-Польском был построен Георгиевский собор, «чудну зело, вельми украси ю резным каменем от подошвы и до верху святых лики и праздники, а сам бе мастер». В соборе находится рельефная композиция, называемая по традиции «Святославовым крестом», в основании которой стоит камень с надписью-посвящением Святослава Всеволодовича. Академик Российской академии художеств С. В. Заграевский показывал, что князь Святослав не только сам был архитектором Георгиевского собора, но также руководил строительством и других крупных белокаменных храмов эпохи великого князя Юрия Всеволодовича, в том числе Богородице-Рождественского собора 1222—1225 гг. в Суздале.
В 1238 году Святослав принял участие в битве на Сити. От занявшего владимирский престол брата Ярослава получил в удел Суздальское княжество.
С 1245 по 1246 год находился в Орде.
В 1246 году умер Ярослав, и Святослав получил в Орде ярлык на великокняжеский престол так как мог на него претендовать согласно старому праву наследования. Своим племянникам, семерым сыновьям Ярослава, он раздал по княжеству, однако Ярославичи остались недовольны этим распределением. В 1248 году он был изгнан своим племянником Михаилом Ярославичем Хоробритом, который вскоре погиб в бою с литовцами на реке Протве. Затем сам Святослав разбил литовцев у Зубцова.
В 1246 году курултай в Монголии избрал новым ханом Гуюка. Новый великий хан находился в конфронтации с Батыем правителем Улуса Джучи. Гуюк во всех вассальных Улусу Джучи землях назначил двух правителей, один из которых был сторонником Батыя, другой же не пользовался его поддержкой. Так были назначены два великих князя на Руси — Александр Невский в Киеве (ставленник Батыя) и его брат Андрей во Владимире (ставленник Гуюка). Андрей Ярославович находился в Орде с 1247 года по зиму 1249 года.
В 1250 году Святослав со своим сыном Дмитрием ездил в Орду. По мнению историка А. В. Экземплярского, это была безрезультатная поездка с попыткой возвращения великокняжеского престола. Историк В. А. Кучкин замечает, что хотя летописи не говорят явным образом о цели этой поездки, такие путешествия русских князей с сыновьями-наследниками к ханам обычно совершались тогда, когда речь шла о закреплении за Рюриковичами их княжеств-отчин. Учитывая, что внук Святослава уже носил прозвище Юрьевского, Кучкин делает предположение, что к тому времени Святослав владел Юрьевским княжеством.
После недолгого великого княжения во Владимире князь Святослав вернулся в Юрьев-Польский. Здесь он основал мужской княжеский монастырь в честь Архангела Михаила.
Последние дни своей жизни святой князь прожил богоугодно, в посте и молитве, чистоте и покаянии. Скончался 3 февраля 1252 года. Тело его было положено в построенном им соборе святого великомученика Георгия. Мощи святого благоверного великого князя Святослава были вновь обретены в 1991 году и положены в Свято-Покровском храме города Юрьева-Польского «идеже и до ныне лежат Богом блюдомы и исцеления дар с верою приходящи подают». 16 февраля 2020 года мощи перенесены в Михайло-Архангельский монастырь.

## Святослав Всеволодович как архитектор и скульптор

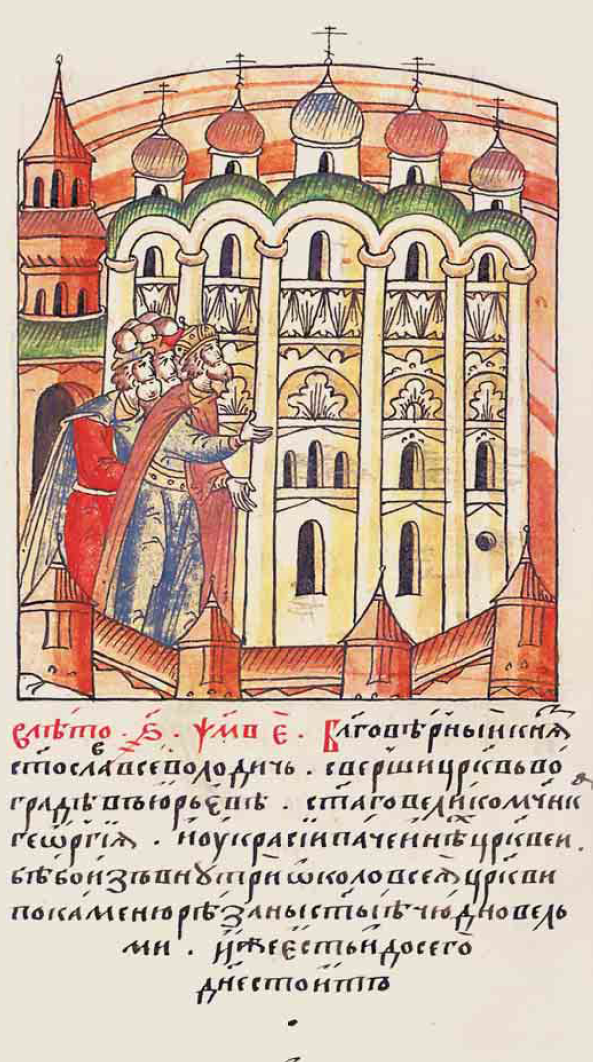
Князь Святослав оканчивает строительство Георгиевского собора (миниатюра Лицевого летописного свода)

Существует традиция, которая приписывает создание Святославова креста и Георгиевского собора в Юрьеве-Польском непосредственно самому Святославу Всеволодовичу. Доказательства этого утверждения обычно основываются на надписи, сделанной на тумбе креста. Текст Тверской летописи также гласит: «И создал её Святослав чудну, резаным камнем, а сам бе мастер». Кандидат искусствоведения, заведующая сектором прикладного искусства Центрального музея древнерусской культуры и искусства имени Андрея Рублёва Светлана Гнутова в статье, посвящённой поклонным крестам в России, утверждала, что крест был собственноручно высечен князем Святославом Всеволодовичем в память о спасении его флота от сильной бури. Эта буря, по преданию, началась, когда ладьи князя возвращались по Волге после успешного похода на Волжскую Булгарию в 1220 году.

## Брак и дети
Супруга — княгиня Евдокия Давыдовна Муромская, дочь князя Муромского Давыда Юрьевича и его супруги княгини Февронии (в монашестве Евфросинии), которые являются почитаемыми святыми Петром и Февронией, покровителями семьи в России.
Свою жену Евдокию князь Святослав отпустил в 1228 году в Борисоглебский монастырь близ Мурома, где она была пострижена в монашество 24 июля в праздник Бориса и Глеба. В монастыре княгиня прожила до самой смерти и в нём же была похоронена, останки находятся там и сейчас.

Имел сына Дмитрия Святославовича. По старинным святцам Святослав Всеволодович почитался как святой.

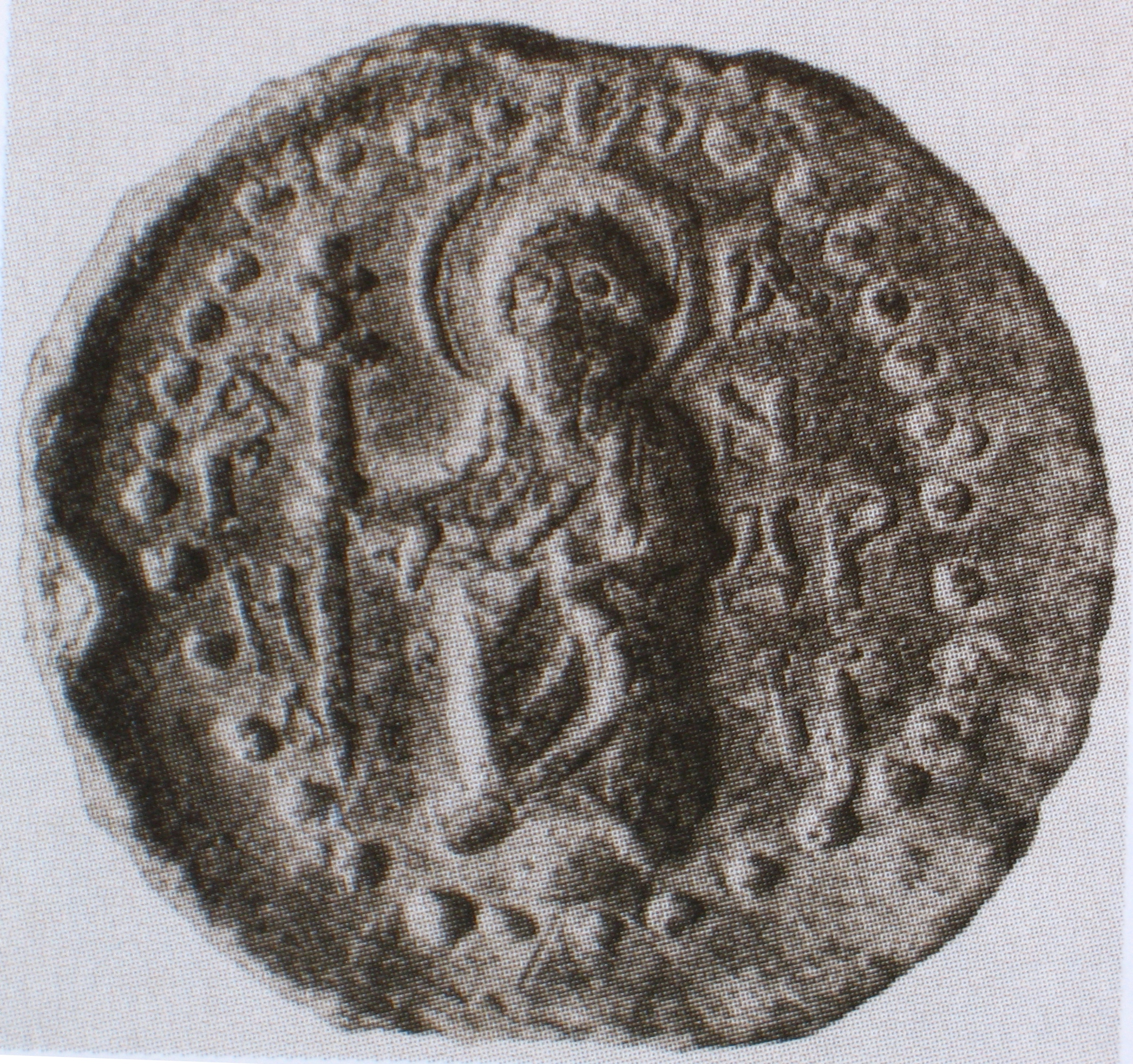
Княжеская печать времен князя Святослава
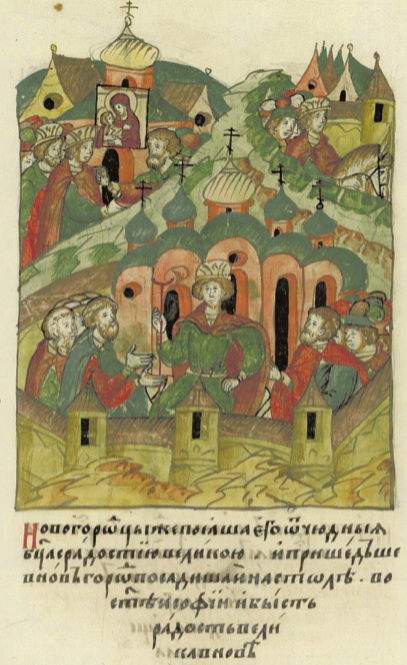
Святослав на Новгородском княжении
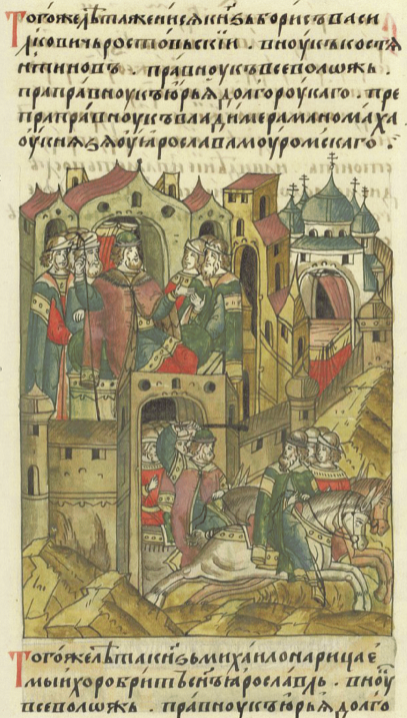
Михаил II Хоробрит выгоняет Святослава III и садится на Владимирский престол

## Комментарии
1. ↑  C 1243 года после оформления вассальной зависимости Русских земель от Монгольской империи русские князья получали свои владения по наследству на правах признания верховной власти золотоордынских ханов. Каждый русский правитель должен был получать от ордынского хана ярлык, утверждающий его в княжеском достоинстве, либо при собственном вступлении князя на престол, либо при воцарении нового хана.